# القانون البابلي
القانون البابلي هو مجموعة فرعية من القانون المسماري الذي تلقى دراسة خاصة بسبب الكمية الكبيرة من المواد الأثرية التي تم العثور عليها. وهي بالآلاف ما يسمى بـ «العقود»، بما في ذلك مجموعة كبيرة ومتنوعة من الأعمال، والرهن، والسندات، والإيصالات، والحسابات، والأهم من ذلك كله، القرارات القانونية الفعلية الصادرة عن القضاة في المحاكم القانونية. توفر النقوش التاريخية والمواثيق والنصوص الملكية والوثائق والرسائل الخاصة والأدبيات العامة معلومات كاملة عنها. بالإضافة إلى النصوص النحوية والمعجمية التي تحتوي على العديد من المقتطفات أو الجمل القصيرة المتعلقة بالقانون والعرف. يتم الحفاظ على ما يسمى «قوانين الأسرة السومرية» بهذه الطريقة.
تشترك الثقافات الأخرى المشاركة في بلاد ما بين النهرين القديمة في نفس القوانين العامة والسوابق القضائية التي تمتد إلى شكل الاتصالات التي درسها كينيث كيتشن ومقارنتها بشكل العقود في الكتاب المقدس مع ملاحظة خاصة لتسلسل البركات واللعنات التي تربط الصفقة. كما تتضمن أمثال بتاح حتب وقانون الشريعة  شهادات للمهنيين مثل الأطباء والمحامين والحرفيين المهرة التي تنص على عقوبات للممارسات الخاطئة تشبه إلى حد بعيد قانون حمورابي.
إن اكتشاف قانون حمورابي الذي يُحتفل به الآن (المعروفة باسم «مسلة») قد أتاح إجراء دراسة أكثر منهجية مما كان يمكن أن ينتج عن مجرد تصنيف وتفسير مواد أخرى. توجد أجزاء من الرموز القديمة الأخرى وقد تم نشرها، ولكن لا يزال هناك العديد من النقاط التي لا تزال فيها الأدلة مفقودة. هناك نصوص قانونية باقية من الكتابات المبكرة خلال الفترة الهلنستية، لكن الأدلة المتعلقة بنقطة معينة قد تكون مكتملة للغاية لفترة ما وتكاد تكون مفقودة تماماً لفترة أخرى. تشكل شريعة حمورابي العمود الفقري لمعظم الدراسات. وتم العثور على أجزاء منه من مكتبة آشور بانيبال في نينوى، وتظهر النسخ البابلية اللاحقة التي تم دراستها، مقسمة إلى فصول بعنوان نينو أيلو سيروم (الكلمات الافتتاحية)، وتم إعادة نسخها لمدة ألف وخمسائة مائة عام أو أكثر.
بقيت الكثير من السوابق القانونية البابلية سارية المفعول، حتى من خلال عهد الفتوحات الفارسية واليونانية والبارثية، والتي كان لها تأثير ضئيل على الحياة الخاصة في بابل. ونجحت في التأثير على الرومان.
تم اشتقاق قانون آشور من البابليين، لكنه حافظ على السمات المبكرة بعد فترة طويلة من اختفائها في بابل.

## تاريخ

### التأثير القبلي
التاريخ المبكر لبلاد ما بين النهرين هو قصة صراع على السيادة بين المدن. كانت المدن المسيطرة تطالب المدن الخاضعة لها بالجزية والدعم العسكري لكنها لم تتدخل بآلهتها وتقاليدها المحلية. احترم الملوك والفاتحون على حد سواء حقوق المدينة وأعرافها. عندما استقرت الشعوب الناطقة بالسامية القديمة في مدن بلاد ما بين النهرين، انتقلت عاداتهم القبلية إلى قانون المدينة.
في وقت متأخر من ارتقاء آشوربانيبال وشمش شوم أوكين على العرش، وجدنا أن البابليين يلحقون بمدينتهم قوانين مجموعات الأجانب التي كانت حرة في دخول المدينة؛ أن النساء الأجنبيات بمجرد أن يتزوجن من أزواجهن البابليين لا يمكن استعبادهن؛ وأنه حتى الكلب الذي دخل المدينة لا يمكن إعدامه دون محاكمة.

### القوانين المدونة
وتتمثل بالقوانين التي تم الكشف عنها وبعمقها الزمني وهي:
- اصلاحات اوركاجينا

وتعد اقدم اصلاحات اجتماعية واقتصادية في التاريخ، وقد وصف هذا الملك المصلح بانه يخاف الإله وانه اعاد حرية المواطنين الذين عانوا من الظلم الكثير في عهد سابقيه من الملوك، وقد عثر على اربع نسخ من هذه الاصلاحات في لكش عام (1878م) وترجمها لأول مرة (فرانسوا دانجان) وهي مكتوبة بالخط السومري ومختلفة بعضها عن بعض بالشكل المكتوب عليها.
تبداُ الاصلاحات بذكر اله مدينة (لكش) ننجيرسو، الذي من اجله شيد الملك أوروكاجينا القصر والمعبد وبدد المساوئ والمظالم ومنع الاغنياء والكهنة والمرابون من استغلال الفقراء.
وان الفترة التاريخية التي اعقبت نهاية حكم اوروانمكينا (اوركاجينا) آخر سلالة ملوك لكش، لم يعثر خلالها على أي من المدونات القانونية سوى بعض الوثائق الادراية وبقيت هذه الفترة صامتة قانونياً حتى قيام سلالة اور الثالثة.
- قانون أورنمو

ينسب إلى الملك أورنمو مؤسس سلالة أور الثالثة السومرية(2113ـ2095ق.م.) وتمت قراءة ما يقرب من ثلاثين مادة قانونية من خلال ترجمة لوحين عثر على الأول في مدينة نفر وعلى الثاني في مدينة اور، وتكمن أهميته من كونه أقدم القوانين المدونة التي عرفتها البشرية، وقد كان مدوناً باللغة السومرية، وتشير مقدمته إلى تاريخ مدينة اور وارتفاع شأنها بتوجيه من الآلهة وإلى اختيار اور نمو ممثلا للآلهة على الأرض ليحكم في مدينة اور وإنجازاته في نشر العدالة وتوطيد الحق وقضائه على الفوضى التي كانت تعم البلاد وتوطيد العدالة. كما ثبت الموازين والمكاييل وقضى على الاستغلال بحيث لم يعد اليتيم يسلم إلى الغني، ولم تعد الأرملة تسلم إلى الرجل القوي، والرجل ذو الشاقل لم يعد يسلم إلى الرجل ذي المنا، وشملت مواده القانونية مجموعة الأحوال الشخصية ومجموعة الرقيق ومجموعة الاعتداء على الأشخاص ومجموعة شهادة الزور ومجموعة التجاوز على الأراضي. واعتمد اور نمو مبدأ التعويض في القصاص أساساً.
- قانون لبث عشتار

ينسب هذا القانون إلى لبث عشتار خامس ملوك سلالة ايسن (1934ـ 1923ق.م.) وكتب باللغة السومرية، وعثر على أجزاء منه في نفر، ويتكون النص في الوضع الذي تم العثور عليه على مقدمة وخاتمة وبينهما ثماني وثلاثون مادة قانونية، والقانون بشكله الكامل يضم أكثر من مائة مادة قانونية. والمقدمة شبيهة من حيث المضمون والأسلوب بمقدمة قانون اور نمو والخاتمة شبيهة بخاتمة قانون حمورابي التي يحتمل أن الأخير قد اقتبسها منه، علماًً إن المقدمة قد تضمنت تمجيداً للآلهة العظام ولاله المدينة الرئيس وكيفية اختيار لبت عشتار الراعي الحكيم لنشر العدل في البلاد والقضاء على الشكاوي والقضاء على العداوة بقوة السلاح ولجلب الرفاهية للسومريين والاكديين فقام لبت عشتار ذو الصفات الرفيعة والنبيلة امتثالا لرغبة الآلهة وتنفيذا لارادتها بنشر العدل في البلاد وأعطى الحرية لأبناء وبنات ايسن وأبناء وبنات سومر وأكد.
- قانون أشنونا

اقدم القوانين المدونة باللغة الأكدية ويسبق قانون حمورابي، كشف عنه في تل حرمل قرب بغداد وجاءت تسميته نسبة لمملكة اشنونا التي عاصمتها اشنونا (تل أسمر)، ويضم القانون مقدمة قصيرة وستين مادة قانونية مدونة على لوحين، واغلب المقدمة المتكونة من سبعة اسطر تالفة، والمواد القانونية في الأصل تتكون من مائة مادة لم يبق منها سوى ستين مادة فقط، وتتضمن المجموعة الأولى تسعير المواد وتثبيت الأجور والمجموعة الثانية السرقة والمجموعة الثالثة عقود تجارية والمجموعة الرابعة الأحوال الشخصية والمجموعة الخامسة الوديعة والمجموعة السادسة عقود البيع والمجموعة السابعة الإيذاء والمجموعة الثامنة الرقيق والمجموعة التاسعة أضرار العجماوات.
- قانون حمورابي

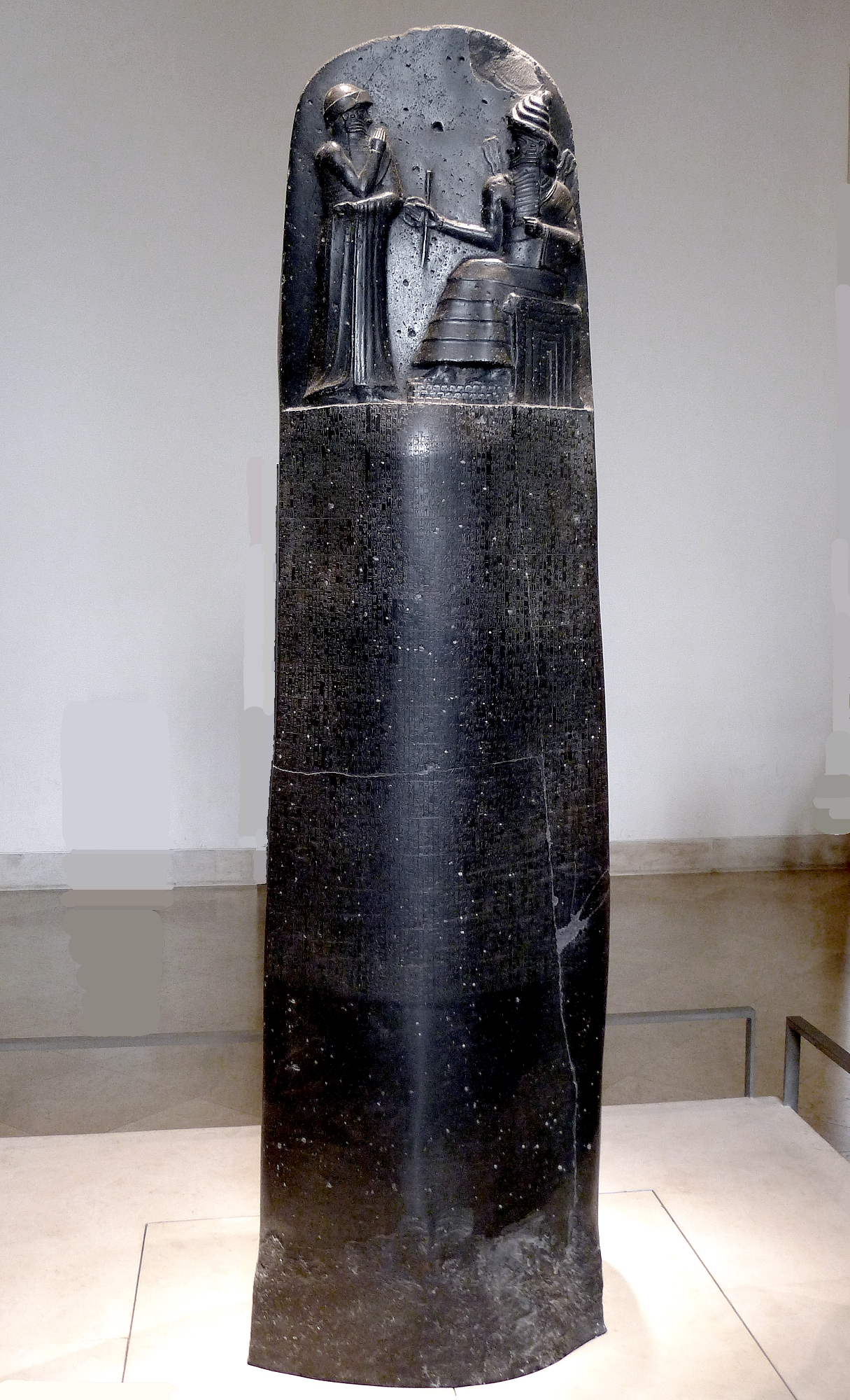
مسلة حمورابي في متحف اللوفر

يعتبر قانون حمورابي أكمل وأنضج قانون مدون تم الكشف عنه حتى الآن، وبالرغم من إن عدة قوانين قد سبقته في وادي الرافدين من حيث تاريخ الإصدار، لكن قانون حمورابي ظل المحور الأساس لأي دراسة تاريخية قانونية عن القانون في العصور القديمة، لوصوله بصيغته الأصلية الكاملة وباعتباره اكمل القوانين وأكثرها موادا.
اصدر هذا القانون الملك حمورابي (1792ـ1750ق.م.) وهو سادس ملوك سلالة بابل الاولى بعد توحيده لدويلات المدن اثر الانقسام الذي حصل بعد سقوط سلالة أور الثالثة، وتمكن حمورابي من توحيد النظم والتعليمات والقوانين التي كانت معتمدة في مختلف الدويلات وجعلها ذات طابع بابلي منسجم مع متطلبات الدولة البابلية. ودون بالخط المسماري وباللغة الأكدية على مسلة من حجر الديوريت الأسود ويتكون ما يقرب من 282 مادة قانونية كاملة ومقدمة وخاتمة، كتبت المقدمة بأسلوب أدبي رائع أقرب إلى الشعر منه إلى النثر واستهلها حمورابي بذكر الآلهة العظام التي فوضت الأمر إلى مردوخ (إله مدينة بابل القومي) وجعلت من مدينة بابل ذات مكانة سامية ثم دعت حمورابي لنشر العدل في البلاد والقضاء على الشر والخبيث فيها، ولكي لا يستعبد القوى الضعيف، ثم يستعرض حمورابي كل ألقابه وأعماله العسكرية والعمرانية وطاعته وتقواه وكيف انه حرر سكان المدن وجلب الخير لهم. أما الخاتمة فلم تكتب بنفس الأسلوب الأدبي الذي دونت به المقدمة بل بأسلوب مشابه لأسلوب المواد القانونية وركزت على شرعية هذه القوانين ونسبتها إلى حمورابي مع بيان أهدافها وكيفية الاستفادة منها والتأكيد على مراعاتها وعدم الإخلال بمبادئها ومن إنزال اللعنات على كل من يحاول تخريبها أو نسبتها لنفسه.
كان سكان بلاد بابل متعددي الإثنيات منذ العصور القديمة، والتواصل بين المدن مستمراً. وكان في كل مدينة عدد كبير من الأجانب المقيمين. حرية التواصل هذه أدت إلى استيعاب العادات الجديدة. ومع ذلك، فقد كان من عبقرية حمورابي أن يجعل من بابل حاضرته وأن يلم شمل إمبراطوريته الشاسعة بنظام قانوني موحد.
تقريباً كل أثر للعادات القبلية كان قد اختفى بالفعل في قانون حمورابي. الذي كان قانون دولة فأختفت ظواهر الثأر والزواج عن طريق الأسر عن قانونه على الرغم من بقاء بعض القوانين القديمة مثل المحاكمة بالتعذيب والعين بالعين التي ظلت نافذة. الملك هو حاكم مستبد صالح، ويمكن الوصول إليه بسهولة من قبل جميع رعاياه، وهو قادر ومستعد على حد سواء لحماية الضعيف من قمع من هو أعلى مرتبة. يخضع القضاة للإشراف الصارم ويسمح بالاستئناف. والأرض كلها عبارة عن ممتلكات إقطاعية، وتم تنظيم عمل الجباة والشرطة وغيرها. مع وجود نظام بريدي منتظم. وكان نظام النقل مطمئن للغاية بحيث لا يتردد الأفراد في ركوب عربتهم من بابل إلى ساحل البحر الأبيض المتوسط. والمرأة حرة ولها مكانة كريمة.
جسد القانون العرف المعاصر وحافظ على القانون القديم بنفس الوقت، فاستفاد من القوانين والسوابق القضائية السابقة التي تراكمت في أرشيفات المعابد في كل مدينة وسجلات القرارات القضائية، واستوعب القانون وجود الأجانب ونظم معاملاتهم في المدينة. تم تدوين المعاملات واللجوء الدائم إلى العقد المكتوب، وتعديل العرف البدائي والسابقة القانونية القديمة، وكان القانون قد ترك الحرية في إبرام العقود. ويتم صياغة العقد وحفظه في المعبد عن طريق كاتب عدل الذي يبدأ بقسم ب«الله والملك»، ويتم ختمه علناً ويصدق بشهادة من قبل شهود محترفين، وكذلك من قبل أطراف العقد. قد تكون الطريقة التي يتم بها تنفيذ العقد يوفر الضمانة الكافية بأن شروطه لم تكن مجحفة أو غير قانونية. لقد كفل الرأي العام أو العرف بلا شك أن الأطراف لن توافق على «الخطأ». وفي حالة نشوء نزاع، يتعامل القضاة أولاً مع شروط العقد. ومع ذلك، يمكن استئناف قرار القضاة. وتحتوي العديد من العقود على شرط أنه في حالة الخلاف في المستقبل، يلتزم الطرفان بـ «قرار الملك». وقد أوضح القانون في عدد كبير من القضايا أسباب هذا القرار، وأعيدت العديد من حالات الاستئناف من الملك إلى القضاة بأوامر لاتخاذ القرار بموجبه. تم ترتيب الشريعة نفسها بعناية ومنطقية، وتم ترتيب أقسامها حسب الموضوع. ومع ذلك، فإن هذا الترتيب ليس ترتيب الرسائل العلمية الحديثة.
أنظر أيضا: شريعة حمورابي

### استعمال الأختام الأسطوانية
لم يكن الختم في بلاد النهرين مجرد فعل قانوني بل هو طقس قانوني يجب أن يحترم بحضور المتعاقدين والأشهاد، ويمارس حسب ما جرت عليه العادة وتبرز الوثائق القانونية على المستوى الفكري بجلاء مركز الختم حتى في عالم الأحلام، ففي كتاب الأحلام الأشوري نقرأ من رأى في حلمه ختما أو أختاما سيولد له أبناء. تم العثور على كم ضخم من العقود في مدارس نيبور ترجع إلى العهد البابلي الحديث تبرز قيمة القانون في المدرسة والمجتمع، وأهمية النظام بالنسبة لسكان بلاد مابين النهرين، فالختم لكونه أداة إثبات وانتشاره في البيئة العراقية القديمة وانتقاله إلى باقي المجتمعات الشرقية المجاورة لم تثن هيرودتس عن ذكرها في تاريخه، وبفضل هذه الوسيلة ازداد عدد الوثائق والسجلات  فالحاجة إليه كانت ضرورة، وحتى الأشخاص الذين تضيع منهم أختامهم يفرض عليهم تصريح بالضياع كما ورد في الشكوى التالية:
```
«فقد السيد شلكي دوراس ختمه الأسود في اليوم الأول من شهر شباط» ويلي توقيع الشهود واسم الكاتب وتاريخ اليوم الذي فقد منه الختم وتاريخ السنة من حكم الملك وفي هذه الحالة يكفي أن يبصم بظفر أصبعه على الطين الطري أو يطبع بطرف ثوبه على حافة اللوح.
[
12
]
```

ومن الطريف أن للختم ثقباً طويلاً ويحمل بواسطة خيط ويضاف إلى اسم صاحبه اسم أبيه واسم الإله الحامي حتى لا يحدث خلط في تشابه الأسماء. لقد تميزت حضارة العراق منذ نشوئها حوالي اواخر الألف الرابع قبل الميلاد بالكتابة على الطين، واعتقد العراقيون أن الكتابة أم الكلمة، فالشهادة لا تقتصر على المشافهة بل على التوثيق، وهو ما عكسه التراث القانوني الضخم الذي عثر عليه في العديد من الخرائب الأثرية، وكانت التوثيقات يقوم كتاب مهرة على شكل علامات مسمارية وما يجعل الوثيقة رسمية هو وجود الختم.
إن الختم منذ نشأته كان يؤدي وظيفة قانونية ووسيلة ضمان ضرورية وكانت عملية الطبع الأسطواني المتدحرج على الطين تعرف لدى السومريين باسم (برامو)، حيث بدأ السومريون والأكاديون في وقت مبكر باستعمال وسائل للتشخيص «إضفاء الطابع الشخصي» إذ عثر على عقود قانونية مختومة بالظفر قد تكون بداية مبكرة لظهور الإمضاءات الشخصية أو البصمة، ولم يقتصر الختم بأظفار اليد فقط بل بأحد أطراف المئزر، ويعرف بـ (السيسكتوم) وهو ما أيضا عثر عليه أيضاً في خرائب أور الثالثة ويظهر الختم بمختلف أشكاله حتى في العهد البابلي الحديث.

## فئات المجتمع
يُعرَف المجتمع العراقي القديم بانه مجتمع قائم على الاسس الطبقية، ويعد المجتمع البابلي القديم في عصر (حمورابي) مثالاً نموذجياً لدراسة تلك الطبقات ولاسيما قد توافرت للباحثين معلومات وافية عن الاسس الاجتماعية والاقتصادية. يقسم القانون البابلي السكان إلى ثلاث فئات: لاميلو، موشكينو، واردوم.
- طبقة لاميلو (الطبقة الأرستقراطية) أو (طبقة الأحرار)، تمثل هذه الطبقة (الطبقة العليا) المستغلة في المجتمع وكان افرادها يتمتعون بالحرية الكاملة المطلقة وبجميع حقوق المدنية والسياسية فمثلاً كان من حق افراد هذه الطبقة وحدهم المشاركة في شؤون الحكم[16]، كما كان منه كبار موظفي الدولة والبلاط وكبار قادة الجيش، ومن أبرز الحقوق الاقتصادية التي كان يتمتع بها افراد هذه الطبقة هو حق الملكية فقد كان هؤلاء من كبار مالكي الأراضي والعبيد والمشاغل الحرفية ومختلف وسائل الإنتاج كما كانت حقوق الإرث محفوظة لهم، ومن بين افراد هذه الطبقة فئات من معدمي الاحرار الذين كانوا يساهمون في مختلف عمليات الإنتاج كجزء من الطبقة المستغلة إذ كانوا مجردين من وسائل الإنتاج مما كان يدفعهم إلى استدانة تلك الوسائل من اغنياء طبقة (اميلو) أو (اويلو) الأمر الذي كان يؤدي إلى زجهم باستمرار تحت نير العبودية نتيجة عجزهم عن ايفاء ديونهم فلذلك لم يكن نظام الطبقات في بلاد بابل نظاماً طبقياً مقفلاً إذ كان من المحتمل ان يقع الاحرار في العبودية كما كان بإمكان الرقيق ان يحصل على حريته ولم يكن زواج العبد من امرأة حرة غريباً وكان للرقيق ان يحصل على ممتلكات يمكن بواسطتها (ان وافق سيدها على ذلك) ان يشتري حريته الخاصة.[17]

لقد جاءت شريعة حمورابي مسندة حقوق ومصالح طبقة (الاويلم) اسناداً قوياً فقد جاء في المادة السابعة منه (انه كل من يتسلب أموالاً منقولة من يد ابن رجل (مار- اويلم) أو من يد شخص رقيق من دون عقدٍ وشهودٍ يعدّ سارقاً وتفرض عليه نفس عقوبة السارق).
ينتمي إلى هذه الفئة الملك والبلاط وكبار المسؤولين وأصحاب المهن والحرفيون. بمرور الوقت أصبح المصطلح مجرد عنوان مجاملة، يتم استخدامه للإشارة إلى أي شخص.
- طبقة الموشكينوم) (المساكين)، ان المعنى الدقيق لكلمة (Mushkinum) البابلية غير معروف وانها تعبر عن فئة من المجتمع البابلي، غير معروف موقعها الاجتماعي بشكل اكيد فهم ليسوا عبيداً وليسوا احراراً من طبقة (اويلم) (Auilum)، لذا اصطلح على ترجمتهم بالطبقة الوسطى، ولكن بعض مواد القانون تمنحهم امتيازات أكثر من طبقة الاحرار، وتعامل ممتلكاتهم وحقوقهم وكأنها جزء من ممتلكات الملك أو القصر[19]، على وفق المواد (8)،(15)،(16) من قانون حمورابي التي تخص (المشكينوم).[20]

أما في الواقع العملي في عصر مملكة بابل الأولى فقد كان (المشكينوم) يعانون الاستغلال من الطبقات الاسمى منزلة، فلقد كانوا يعانون من حالة شديدة من الفقر إذ كانوا يعملون فلاحين ماجورين وحرفيين صغاراً وكانوا خاضعين لأعمال السخرة التي تفرضها الدولة والمعابد، كما كانوا خاضعين إلى مختلف الضرائب النقدية والعينية وفي شريعة حمورابي ميز بين طبقتي (المشكينوم) و (الأويلم)، في حين كان ايقاع مثل ذلك الضرر بأحد افراد طبقة (الاويلم) يعاقب مرتكبه بموجب مبدأ القصاص (العين بالعين والسن بالسن) أو بالجلد امام الناس، وفق المواد (196) و (197) و (200) و (202) من قانون حمورابي.
هناك صعوبة في توصيف موشكينو بالضبط. حيث يأتي المصطلح بمعني «المتسول»، وقد انتقل هذا المعنى من الآرامية والعبرية إلى العديد من اللغات الحديثة؛ ولكن على الرغم من أن القانون لا يعتبره فقيراً بالضرورة. كأن يكون بلا مأوى، ولكنه حراً ويحصل على تعويضات مالية عن الإصابات الجسدية، ودفع رسوماً وغرامات أقل، ودفع قرابين أقل للآلهة. ويشكل أفراد هذه الفئة الجزء الأكبر من السكان.
- طبقة اردوم أو (طبقة العبيد)، لقد جاء في النصوص المسمارية، وفي مقدمتها (قانون حمورابي) استخدام مصطلح (وردوم) المشتق من (وردم) الأكدية للدلالة على العبودية وتعني بالسومرية (امار–جي) للدلالة على العتق من العبودية.[22] (أردو تعني العبد وأمتو تعني أمة أي العبدة)، كان العبيد يستخدمون بشكل كبير وان معظمهم في بلاد الرافدين كانوا من السكان المحليين من المدينون العاجزون عن دفع الديون والمفلسون من الأغنياء سواء كان رجل أو امرأة يبيعون انفسهم أو أطفالهم في حالات كثيرة ليصبحوا ارقاء، أو من الأطفال غير الشرعيين ممن يرمون في الطرقات، وكان التجار البابليون يتاجرون بالعبيد الأجانب وكان الطلب الأكثر على السوباريون (اقوام سكنت شمال العراق).[23]

يُعرَف المجتمع العراقي القديم بانه مجتمع قائم على الاسس الطبقية، ويعد المجتمع البابلي القديم في عصر (حمورابي) مثالاً نموذجياً لدراسة تلك الطبقات ولاسيما قد توافرت للباحثين معلومات وافية عن الاسس الاجتماعية والاقتصادية التي كان عليها المجتمع البابلي، وعن حقوق وامتيازات الطبقة العليا وواقع الطبقة السفلى التي كانت تتمثل بطبقة العبيد.
وبهذا كان المجتمع البابلي تسوده طبقة مالكي العبيد الصغار والمتوسطين، وكانت الدولة البابلية بأجهزتها وقوانينها مكرسة كلياً لخدمة مصالح هذه الطبقة فقد نص (شريعة حمورابي) مثلاً على أن قاتل العبيد يعاقب بتقديم مثله للمالك وعلى من يصبه بأذى يقدم مجرد التعويض عن ذلك، كما أن العبد مجرد (مال) من الاموال يباع ويشترى ويوهب منفصلاً من اسرته الخاصة، وان اقسى العقوبات توقع بمنتهكي حقوق التملك الخاصة، ولاسيما تملك العبيد وهذه تعد قاعدة النظام الاجتماعي برمته، فسارق العبد كان يعاقب بالموت، بل امتدت تلك العقوبة حتى لمن يخفي العبد الهارب من مالكه. كان الرقيق يؤلفون الفئة الدنيا من فئات المجتمع وكانت هذه الفئة اقل الفئات حظاً في الحياة من جميع الاوجه الاجتماعية والاقتصادية، ولم يكن الرقيق يؤلفون نسبة كبيرة من سكان المدينة في الازمنة الأولى من تاريخ العراق القديم ثم زاد عددهم تدريجياً بازدياد الحروب والمعارك العسكرية ومن ثم زاد اعداد الاسرى الذين آلو إلى العبودية.
أما أصناف العبيد فقد انقسموا إلى ثلاثة أصناف وهم عبيد القصر وعبيد المعبد وعبيد الملكية الخاصة، أما عبيد القصر فقد جاءت تسميتهم في البابلية (واراد إكاليم) أو (امات إكاليم) ونادراً ما يذكرون في النصوص.
أما عبيد المعبد فليس لدينا أية إشارة عنهم في القوانين العراقية القديمة ويبدو أنهم كانوا يخضعون لقواعد وتعليمات صارمة.
كان الواردو عبداً، ومتاع سيده، وعلى سيده إطعامه وكسوته ودفع أتعاب طبيبه، ويأخذ سيده كل التعويضات المدفوعة جراء إصابته من قبل آخرين. وإذا تزوج العبد من امرأة حرة يصبح الأطفال حينها أحراراً، وعند وفاته تنتقل نصف ممتلكاته إلى سيده باعتباره وريثه. يمكن أن يحصل على حريته عن طريق شراؤها من سيده، أو قد يتم تحريره وتكريسه لصالح المعبد. يتم تجنيد العبيد عن طريق الشراء من الخارج، أو من الأسرى الذين تم أسرهم في الحرب، أو من قبل الأحرار الذين تم إسترقاقهم بسبب الديون أو الجريمة. وبالنسبة للعبد الهارب إذا تم القبض عليه أو أسره يتم إعادته إلى سيده، ويحدد القانون مكافأة قدرها شيكلان يجب على المالك دفعها لآسره. يُعاقب بالإعدام كل من قام بحبس أو إيواء عبد هارب. فكانت تساعده على الهروب من بوابات المدينة. يحمل العبد علامة تعريف، لا يمكن إزالتها إلا من خلال عملية جراحية، والتي تتكون من اسم مالكه موشوماً أو موسوماً على ذراعه. من ناحية أخرى، كان هناك العديد من الأقنان في الأراضي الشاسعة في آشور والمقاطعات التابعة لها، ومعظمهم من باقي الأعراق الخاضعة والأسرى المستعبدين. ولا يوجد أثر يذكر للعبيد في بابل، إلا إذا كانوا من طبقة الموشكينو الذين فقدوا حريتهم.
أما بالنسبة لحالات عتق العبد، فقد كان يجوز للسيد بإرادته أن يعتق عبده وذلك بموجب عقد خاص أو أمام القضاء، ويشير قانون حمو رابي إلى أن حفلة دينية خاصة كانت تقام لإعلان عتق العبد حيث يقرر السيد أنه لم يعد له أو لأولاده من بعده أي حق على العبد، ويشير البعض مع ذلك إلى أن المعتق يظل مرتبطا ببعض الالتزامات صوب سيده القديم أثناء حياته.

## المواطنون المستأجرين من الآلهة
كان إله المدينة يُعتبر في الأصل مالكاً لأرضها التي تحيط بها الأراضي الصالحة للزراعة والأطراف الخارجية من المراعي؛ كان المواطنون مستأجريه. تعتبر الأراضي وقف للإله ونائبه الملك ، وكانت الناس راضية بدفع المستحقات الثابتة من موارد الطبيعة أو المال أو الخدمة.
يسجل أحد أقدم المعالم الأثرية شراء ملك لعقار كبير لابنه ، ودفع سعراً عادلاً في السوق وإضافة مكافئات سخية للعديد من المالكين ، في ملابس باهظة الثمن ، وأطباق ، ومواد ثمينة من الأثاث. يعترف القانون بالملكية الخاصة الكاملة للأرض ، وجميع الأراضي المباعة كانت خاضعة لرسومها الثابتة. ومع ذلك ، يمكن للملك تحرير الأرض من هذه الرسوم بموجب أمر ملكي ، والتي كانت طريقة متكررة لمكافأة أولئك الذين يخدمون الدولة.
كانت الدولة تدعو الرجال للخدمة بالجيش والسخرة، عادة ما يتم أداء هذه الخدمة من قبل العبيد والأقنان ، لكن الأميلو (وربما الموشكينو) ذهبوا أيضاً إلى الحرب ، بينما تم إعفاء رجال الدين والرعاة المسؤولين عن القطعان من الخدمة العسكرية.
كانت الدولة تطالب بنسب معينة من جميع المحاصيل ، والمخزون ، وما إلى ذلك. كان بإمكان رسل الملك الاستيلاء على ممتلكات أي شخص ، وإعطاء إيصال. علاوة على ذلك ، كان لكل مدينة نظام خاص بالرسوم والجمارك ورسوم العبارات والطرق السريعة وحصص المياه. لقد توقف الملك عن امتلاك الأراضي واكتفى بما لديه من أملاكه وعقاراته الخاصة وإستحقاقاته من جميع رعاياه. وكان لكبار المسؤولين أوقاف ومساكن رسمية. ونظم القانون الوضع الإقطاعي لفئات معينة من الناس.

## المعابد
احتل المعبد المركز الأهم. وكانت له دخله الخاص من ممتلكاته الخاصة ، من العقارات والعشور والمستحقات الثابتة الأخرى ، بالإضافة إلى الأضاحي والنذور والهبات الدائمة. كان للمعابد الكبيرة العديد من المسؤولين والخدم. ولم تكن سلطة الملك على المعبد ملكية ، بل كانت إدارية. قد يقترض منها ، ولكن يسدد مثل المقترضين الآخرين.
في الأصل كانت كل مدينة متجمعة حول معبد واحد ، وكان لكل رئيس عائلة الحق في الخدمة هناك. مع نمو المدينة ، أصبحت المعابد عبارة عن مخازن حبوب ومخازن كبيرة للبضائع وكانت أيضاً تضم أرشيفات المدينة. كان للمعبد مسؤولياته ، وإذا تم أسر مواطن من قبل العدو ولم يتمكن من دفع الفدية، فيجب على معبد مدينته القيام بذلك. ويأتي المزارع الفقير إلى المعبد ليقترض بذوراً أو حبوباً أو مؤناً للحصاد وغيرها ، ويسددها بدون فوائد.
يتعامل القانون مع فئة من الأشخاص المكرسين لخدمة الإله ، مثل العذراوات أو مومسات المعبد. أقسموا على العفة ، وعاشوا معاً في دير كبير للراهبات، ومُنعوا من دخول الحانة، وكان لديهم امتيازات كثيرة.

## قانون الملكية
يعترف القانون البابلي بعدة طرق للتخلص من الممتلكات: البيع، أو الإيجار، أو المقايضة، أو الهبة، أو الوقف، أو القرض، أو الرهن، وكلها أمور تتعلق بالعقد. كان البيع هو عملية تسليم شراء (في حالة العقارات ، يرمز إليها موظف ، أو مفتاح ، أو سند نقل) مقابل أموال الشراء ، ويتم إعطاء إيصالات لكليهما. يتم التعامل مع الائتمان ، إذا تم منحه ، كدين ، وتم تأمينه كقرض من قبل البائع لسداده من قبل المشتري ، والذي أعطى عليه سنداً.
لا يسمح القانون إلا بالادعاءات المدعمة بوثائق ، أو في بعض الحالات بأداء يمين الشهود. وهكذا اكتسبت عقود الادخار والإيصالات أهمية حيوية في بابل - في الواقع يمكن أن تكون مسألة حياة أو موت. كان على المشتري التأكد من ملكية البائع. إذا اشترى (أو حصل على وديعة) ممتلكات حتى من قاصر أو عبد دون أن يشهد العقود ، فسيتم إعدامه كلص. إذا سُرقت البضائع المشتراة واستعادها المالك الشرعي ، فعليه إثبات شرائه بإبراز البائع وصك البيع أو شهود عليه ؛ وإلا فإنه يحكم عليه باللص ويموت. إذا أثبت شرائه ، كان عليه أن يتخلى عن العقار ولكن يمكنه متابعة تعويض البائع أو ، في حالة وفاة البائع ، يمكنه المطالبة بخمسة أضعاف من تركته.
قد يجد الرجل الذي اشترى عبداً في الخارج أنه قد سُرق أو أُسر من بابل ؛ يتعين عليه إعادته إلى مالكه السابق دون تعويض. وإذا اشترى ممتلكات تخص ملكية إقطاعية ، فعليه إعادتها وكذلك مصادرة ما دفعه مقابل ذلك. ويمكن للشخص التنصل من شراء العبد الذي هاجمه مرض في غضون شهر (بعد ذلك ، مائة يوم) ويمكنه الاحتفاظ بعبد جديد تم شراؤه لمدة ثلاثة أيام «عند الموافقة». قد يؤدي وجود عيب في الملكية أو مسؤولية غير معلنة إلى إبطال عملية البيع في أي وقت.

## التأجير
كثيرًا ما كان ملاك الأراضي يزرعون أراضيهم بأنفسهم ، ولكن يمكنهم أيضًا توظيف فلاح أو تأجيرها. كان على الفلاح أن يقوم بالزراعة بطريقة مناسبة ويترك الحقل في حرث جيد. في حالة فشل المحصول ، حدد القانون العائد القانوني. ويمكن تأجير الأرض بإيجار ثابت ، حيث ينص القانون على وقوع الخسارة العرضية على المستأجر. إذا تم تأجيره بشروط تقاسم الأرباح ، فإن المالك والمستأجر يتقاسمان الخسارة بشكل متناسب مع حصتهما المنصوص عليها في الربح. وإذا دفع المستأجر إيجاره وأبقى الأرض في حراثة جيدة ، فلا يمكن للمالك التدخل أو منع التأجير من الباطن.
يمكن تأجير الأراضي القاحلة لغرض الاستصلاح، حيث يكون المستأجر معفياً من الإيجار لمدة ثلاث سنوات ودفع الإيجار المنصوص عليه في السنة الرابعة. إذا أهمل المستأجر استصلاح الأرض ، فقد نص القانون على وجوب تسليمها حراثة جيدة وتحديد إيجار قانوني. تم تأجير الحدائق والمزارع بنفس الطرق وبنفس الشروط ؛ ولكن بالنسبة لبساتين التمور، سُمح بالحيازة المجانية لمدة أربع سنوات.
كان نظام الحرث شائعاً ، خاصة في أراضي المعابد. وعلى مالك الأرض إيجاد العمالة والثيران للحرث وتشغيل آلات الري والعربات والدرس أو غيرها من الأدوات ، وتوفير بذور الحبوب، وحصص للعمال وعلف الماشية. عادة ما يمتلك المستأجر أو الوكيل أرض أخرى خاصة به. إذا قام بسرقة البذرة أو الحصص أو العلف ، نص القانون بقطع أصابعه.

## العمالة المأجورة
على الرغم من كثرة العبيد ، غالباً ما كانت هناك حاجة إلى العمالة المأجورة ، خاصة في موسم الحصاد. ويتم بموجب عقد، وقد يطلب صاحب العمل ، الذي يدفع عادةً مقدماً ، ضمانًا مقابل إنجاز العمل. تم استئجار الماشية للحرث ، وتشغيل آلات الري ، والعربات ، والدرس ، وما إلى ذلك. حدد القانون أجراً قانونياً للمزارعين ، وسائقي الثيران ، والعاملين في الحقول ، وتأجير الثيران والحمير، إلخ. وكان هناك الرعاة الذين يرعون الماشية مقابل أجره حدده القانون.

## الدين
في التجارة ، كان الدفع عيني لا يزال شائعاً ، على الرغم من أن العقود تنص عادةً على الدفع نقداً ، وإذا لم يكن لدى المدين مال ولا محاصيل ، فلا يجب على الدائن رفض البضائع.
كان الدين مؤمنًا على شخص المدين. حظر الحجز على حبوب المدين بموجب القانون ؛ لا يجب على الدائن أن يعيدها فحسب ، بل إن عمله غير القانوني خسر دعواه بالكلية. تم تغريم الحجز غير المبرر للديون ، وكذلك حجز ثور عامل.
إذا تم الاستيلاء على المدين من أجل الديون ، فيمكنه ترشيح زوجته أو ابنه أو العبد للعمل في سداد الدين. ويمكن للدائن أن يحتفظ بزوجة أو طفل المدين فقط لمدة ثلاث سنوات للعمل. إذا مات الشخص المحجوز موتًا طبيعياً أثناء وجوده في حيازة الدائن ، فلا يمكن أن تقام دعوى ضد الأخير ؛ ولكن إذا كان سبب الوفاة بسبب القسوة ، فعليه أن يعطوضه بإبنه ، أو يدفع أجرة عبد.
يمكن للمدين أيضًا أن يتعهد بممتلكاته وفي العقود غالباً ما يتعهد بحقل أو منزل أو محصول. ومع ذلك ، نص القانون على أن المدين يجب أن يأخذ المحصول بنفسه ويدفع للدائن من عائده. وإذا فسد المحصول يتم تأجيل الدفع ، ولا يمكن تحصيل أي فائدة عن تلك السنة. وإذا لم يقم المدين بزراعة الحقل بنفسه ، فعليه أن يدفع مقابل زراعته ، ولكن إذا كان الحقل مزروعاً بالفعل ، فعليه حصاده بنفسه وسداد دينه من المحصول. وإذا لم يحصل المزارع على محصول ، فلن يؤدي ذلك إلى إلغاء عقده.
يجوز رهن كل ممتلكات المدين كضمان لسداد الدين ، دون أن يمر أي منها بأيدي الدائن.

## التجارة
كانت التجارة واسعة للغاية. والإجراء الشائع هو أن يعهد التاجر بضاعته أو أمواله إلى وكيل سفر يبحث عن سوق لبضاعته. وسافرت القوافل إلى ما هو أبعد من حدود الإمبراطورية البابلية.
أصر القانون على أن الوكيل يجب أن يقوم بجرد وإيصال كل ما حصل عليه. ولا يمكن تقديم أي مطالبة عن أي شيء لم يتم إدخاله على هذا النحو. حتى لو لم يحقق الوكيل ربحاً ، فإنه ملزم بإعادة ضعف ما حصل عليه ؛ وإذا حقق ربحاً ضعيفاً ، فعليه تعويض النقص ؛ إذا لم يكن مسؤولاً عن الخسارة بالسرقة أو الابتزاز في أسفاره. عند عودته ، يجب على التاجر أن يعطيه إيصالاً بما تم تسليمه إليه. وفي حالة أي غش أو كذب من جانب الوكيل فيعاقب بثلاثة أضعاف ؛ وإذا كان من جانب التاجر المقرض فيكون ستة أضعاف. وفي الحالات العادية ، يتم تقسيم الأرباح وفقًا للعقد ، عادةً بالتساوي.
كانت حركة المياه على نهر الفرات في وقت مبكر ، كبيرة جداً. السفن ، التي قدرت حمولتها بكمية الحبوب التي يمكن أن تحملها ، تم استئجارها باستمرار لنقل جميع أنواع البضائع. وحدد القانون سعر بناء السفن ويصر على منح المنشئ ضماناً لمدة عام بصلاحية السفن للإبحار. كما أنه يحدد معدل تأجير السفن والطاقم. كان القبطان مسؤولاً عن الشحن والسفينة ؛ كان عليه أن يتحمل الخسارة بالكامل. حتى لو أعاد تعويم السفينة ، كان عليه أن يدفع غرامة نصف قيمتها لإغراقها. وفي حالة الاصطدام ، كان القارب الجاري مسؤولاً عن الأضرار التي لحقت بالقارب المتوقف عند المرسى.
كما نظم القانون أيضاً تجارة المشروبات الكحولية، حيث حدد سعراً عادلاً للبيرة.
كان الدفع من خلال مصرفي أو عن طريق حوالة كتابية مقابل الإيداع متكرراً. تم التعامل مع سندات الدفع على أنها قابلة للتداول. نادراً ما تم تحصيل الفائدة على السلف من قبل المعبد أو مالكي الأراضي الأثرياء لتلبية الاحتياجات الملحة. تم احتساب الفائدة بمعدلات عالية جدًا على القروض المتأخرة من هذا النوع. قدم التجار (وحتى المعابد في بعض الحالات) قروضاً تجارية عادية ، بنسبة تتراوح من 20٪ إلى 30٪.

## القانون العائلي

### الزواج
لم يكن الزواج يعتبر قانونياً ومعترفا به إلا إذا ثبت بعقد مكتوب واشهد عليه الشهود. وإذا صادف ان أخذ رجل امرأة واسكنها في بيته لمدة سنة كاملة دون أن يكتب لها عقدا ويحصل على موافقة والديها فلا يعتبر ذلك زواجا شرعيا ، وكان رضى الوالدين شرطاً أساسياً لقيام الزواج الشرعي ، وقد عاقبت القوانين مرتكبيها من الزوجين إلى عقوبات صارمة تصل أحيانا إلى حد الموت.
عادة ما يتم ترتيب زواج الشباب بين أقاربهم ، والد العريس مهر العروس ، والذي يقدمه الخاطب ، مع هدايا أخرى بشكل احتفالي إلى والد العروس. عادة ما كان والدها يسلم مهر العروس إلى العروس عند زواجها ، ويختلف مهر العروس اختلافاً كبيراً حسب وضع الطرفين ، لكنه يتجاوز سعر العبد. ونص القانون على أنه إذا لم يقدم الأب للخاطب ابنته بعد قبول هدايا الخاطب فعليه رد الهدايا. وكان لابد من رد المهر حتى لو تراجع الأب في عقد الزواج بسبب افتراء صديق الخاطب ، ونص القانون على أن المشوه للسمعة (القاذف أو المفتري) لا يتزوج الفتاة (وبالتالي لا يستفيد من ذلك). إما إذا غير الخاطب رأيه خسر الهدايا. قد يشمل المهر العقارات ، لكنه يتألف بشكل عام من الأغراض الشخصية والأثاث المنزلي.
وكانت مراسيم الخطوبة والزواج شبيهة بالمراسيم المتبعة في الوقت الحاضر وكانت ترافقها احتفالات عائلية وتقديم الهدايا وقد تستمر عدة أيام. وكان الحتفال بالخطبة يتم في بيت الفتاة وعلى الخطيب أن يجهز خطيبته بالملابس والحلي الثمينة ويتحمل نفقات الحفل من مأكولات ومشروبات وبقية اللوازم الأخرى كالعطور والبخور ، وتتم مراسيم الخطبة بصب الخطيب الزيت والعطر المقدس الذي يجلبه من المعبد على رأس العروس ويسكب نوعاً من النبيذ الأحمر على قدميها لتعلن الخطبة بشكل رسمي من قبل أحد الكهنة الذي يحظرها كشاهد عليها.
تضمنت مراسم الزواج تكاتف الأيدي وإلقاء العريس بصيغة قبول ، مثل ، "أنا ابن النبلاء ، سأملأ الفضة والذهب حضنك ، ستكون زوجتي ، سأكون زوجك. مثل ثمرة ، سأعطيك ذرية بستان. وكان الزوج من طبقة الأحرار يضع الحجاب على وجه عروسه بحضور شهود ويعلن بكل خشوع (انها زوجتي)، وقد حدد القانون الآشوري أهمية الحجاب الذي كان مثار البحث وكان من الواجب إذا ما شاهد رجل أمة أو عاهرة ترتدي الحجاب ان يفضحها ، فلا يجوز لبس الحجاب الا للمرأة الحرة العفيفة.
عقد الزواج يمكن أن يضم العديد من الشروط الأخرى: مثل أن تعمل الزوجة كخادمة لحماتها أو للزوجة الأولى. ويشكل الزوجان وحدة واحدة من حيث المسؤولية الخارجية ، وخاصة الديون. ويعتبر الزوج مسؤولاً عن ديون زوجته حتى قبل زواجها. ومن هنا سمح القانون بإدراج شرط في عقد الزواج يقضي بعدم حبس الزوجة لديون زوجها قبل الزواج ؛ لكنه اشترط أنه في ذلك الوقت لم يكن مسؤولاً عن ديونها قبل الزواج ، وعلى أي حال ، كان كلاهما مسؤولاً عن جميع الديون المتعاقد عليها بعد الزواج. على الرغم من أنها متزوجة ، نادراً ما تُسمى زوجة فلان ، ولكنها عادةً تحتفظ باسم والدها أو تدعى أم فلان.

### الطلاق
ًكان الطلاق معروفاً عند العراقيين القدماء ولكنه محددا في حالات معينة ، ذكر بعضها في القوانيين والتشريعات القديمة ، وكان الطلاق يثبت بعقد مكتوب ومشهد عليه ، وكان الطلاق هو خيار الزوج ، ولكن كان عليه أن يعيد المهر ، وإذا كانت الزوجة قد أنجبت له أطفالاً ، فإنها تحتفظ بهم. ثم كان عليه أن يمنحها الدخل من ممتلكاته ، بالإضافة إلى السلع اللازمة لإعالة نفسها وأطفالهم حتى يكبروا. شاركت بالتساوي مع أطفالهم في الإعانة (وعلى ما يبدو في تركته عند وفاته) وكان لها الحرية في الزواج مرة أخرى. فإن لم يكن لها أولاد رد لها مهرها ودفع لها ما يعادل مهرها ، أو من الفضة إذا لم يكن هناك. هذا الأخير هو التنازل الذي يُسمى عادة في العقد بسبب طلاقه منها.
إذا تمكن الزوج من إثبات أن زوجته كانت زوجة سيئة ، فإن القانون يسمح له بطردها ، بينما يحتفظ بالأطفال وكذلك مهرها ؛ أو يمكن أن يحط من قدرها إلى مكانة العبد في منزله ، حيث سيكون لديها طعام وملبس. ويجوز للزوجة رفع دعوى على زوجها بسبب القسوة والإهمال ، وإذا أثبتت قضيتها ، تحصل على تفريق قضائي ، مع أخذ مهرها معها.
إذا تُركت الزوجة بدون نفقة أثناء الغياب القسري لزوجها (المدعو للحرب ، وما إلى ذلك)، فيمكنها أن تتعايش مع رجل آخر ، ولكن يجب أن تعود إلى زوجها عند عودته. الزنا هو خرق لرابطة الزواج. وفي حالة هجر الزوج عمداً لزوجته أو نفيه يعتبر فسخاً للزواج بدون عقوبة على الزوجة. إذا عاد ، فلن يُطلب منها أو حتى يُسمح لها بالعودة إليه.

### الأرملة
تأخذ الأرملة مكان زوجها في الأسرة ، فتعيش في منزله وتربي أطفالها. ولا يمكنها الزواج مرة أخرى إلا بموافقة قضائية ، حيث يجرد القاضي تركة المتوفي ويسلمه لها ولزوجها الجديد كأمانة للأطفال.
إذا لم تتزوج مرة أخرى ، فإنها تعيش في منزل زوجها ، وعندما يكبر الأطفال ، تأخذ نصيب الطفل في تقسيم تركته. وتحتفظ بمهرها وأي هدية وهبها لها زوجها. وهذه الممتلكات ستؤول لأبنائها عند وفاتها. وإذا تزوجت مرة أخرى ، فإن جميع أطفالها سيشاركون بالتساوي في مهرها ، لكن تركة الزوج الأول تذهب فقط إلى أطفاله.

### الإنجاب
كان الزواج الأحادي هو القاعدة ، وقد تعطي الزوجة التي لم تنجب خادمة لزوجها لتنجب له أطفالًا ، الذين يحسبون بعد ذلك أطفالها. وتظل سيدة خادمتها ، وقد تحط من قدرها إلى العبودية مرة أخرى بسبب الوقاحة ، لكنها لا تستطيع بيعها إذا كانت قد أنجبت أطفالاً من زوجها. إذا فعلت الزوجة ذلك ، فإن القانون لا يسمح للزوج بأخذ خليلة أخرى ؛ ولكن إذا لم تفعل ، يمكنه أن يفعل ذلك. كانت المحظية زوجة شريكة ، وإن لم تكن من نفس الرتبة ؛ لم يكن للزوجة الأولى أي سلطة عليها. كانت المحظية امرأة حرة ، غالباً ما كان لها مهراً للزواج ، وكان أطفالها شرعيين وورثة شرعيين. لا يمكن الطلاق إلا بشروط الزوجة نفسها.
إذا أصيبت الزوجة بعجز مزمن ، كان الزوج ملزماً بإبقائها في المنزل الذي أقاماه معاً ، إلا إذا فضلت أخذ مهرها والعودة إلى منزل والدها ؛ لكنه يكون حرا في الزواج مرة أخرى.
لم يكن هناك ما يمنع الرجل من إنجاب الأطفال من جارية. ويعتبر هؤلاء الأطفال أحراراً ، ولا يمكن بيع والدتهم ، رغم أنها قد تكون مرهونة ، وأصبحت حرة بعد وفاة سيدها. يمكن إضفاء الشرعية على أطفالها من خلال إقرار والدهم أمام الشهود وغالباً ما يتم تبنيهم.
ليس من المفترض أن ينجب كهنة المعبد أطفالًا ، ومع ذلك يمكنهم الزواج وغالباً ما كانوا يفعلون ذلك.
قد تتزوج المرأة الحرة عبيداً ويكون أطفالها أحراراً ، وعند وفاة العبد ، تأخذ الزوجة مهرها ونصف ما اكتسبته هي وزوجها في إطار الزواج لنفسها ولأولادها ؛ ويأخذ سيده النصف الآخر من ورث عبده.
كان الأب يتحكم في أبنائه حتى زواجهم. وله الحق في عملهم مقابل بقائهم. وقد يستأجرهم ويتلقى أجورهم ، أو يرهنهم بالدين ، أو حتى يبيعهم على الفور. للأم نفس الحقوق في حالة غياب الأب ؛ والإخوة الأكبر في حالة موت كلا الوالدين.
لم تكن الابنة في سلطة والدها للزواج فحسب ، بل قد يكرسها لخدمة الإله كفتاة أو كهرم أو أن يعطيها محظية. وليس لديها خيار في هذه الأمور. عادة ما كان الأشقاء يديرون ممتلكات الابنة ، ولكن إذا لم يرضوها ، يمكنها تعيين وكيل. إذا تزوجت ، فإن زوجها يديرها.

### الميراث
إذا مات الرجل قبل زوجته فأنها لا ترث ممتلكاته بل تحافظ عليها للورثة ما دام اطفالها قاصرين ، وعموما فأن ممتلكات رب الأسرة المتوفى تذهب إلى الذرية من الذكور والإناث ، وعند عدم وجود الذرية فأن الممتلكات عموما تعود إلى أخو الزوج المتوفى ، وهناك اشارات في نفر من عصر سلالة اور الثالثة على محاولة اخ الزوج المتوفى اغتصاب الإرث الشرعي للارملة الباقية على قيد الحياة.
وكان موضوع الوصية وارد في الشرائع العراقية القديمة ففي المادة (165) من قانون حمورابي وضح ان إذا وهب رجل وريثه المفضل حقلاً أو بستاناً أو بيتاً وكتب له وثيقة مختومة بذلك ، فبعد أن ينتقل الأب إلى أجله وحين يقسم الأخوة تركتهم فأن الوريث المفضل يأخذ الهبة التي منحها له ابوه ، فعليهم ان يستثنوا ذلك ويقسموا بالتساوي املاك أبيهم.

### التبني
كان التبني شائعاً جداً في بابل ، خاصةً عندما يكون الأب (أو الأم) بدون أطفال أو كان قد رأى جميع أطفاله يكبرون ويتزوجون بعيداً. ثم تم تبني الطفل لرعاية شيخوخة الوالدين. ويتم ذلك بموجب عقد ، والذي عادة ما يحدد ما يجب على الوالدين تركه وما هي الالتزامات المتوقعة. وإذا فشل الطفل المتبنى في القيام بواجب الأبناء ، يتم إلغاء العقد في المحاكم القانونية. وغالباً ما يتم تبني العبيد ، وإذا ثبت أنهم غير محبوبين ، فقد يتم إعادتهم إلى العبودية مرة أخرى.
غالباً ما يتبنى الحرفي ابناً لتعلم الحرفة. ليستفاد من عمل الابن. إذا فشل في تعليم ابنه الحرفة ، فيمكن لهذا الابن مقاضاته وإلغاء العقد. وكان ذلك شكلاً من أشكال التدريب المهني، وليس من الواضح ما إذا كان المتدرب لديه أي علاقة أبوية.
يمكن للرجل الذي تبنى طفلاً ، ثم تزوج بعد ذلك ولديه أسرة خاصة به ، فسخ العقد ويجب أن يمنح الطفل المتبنى ثلث حصة الطفل في السلع ، ولكن ليس من العقارات. لا يمكن أن تؤول الملكية إلا من خلال عائلته الشرعية. غالبًا ما تبنت العذارى البنات ، وعادةً ما تكون عذراء أخرى لرعايتهن في شيخوختهن.
يجب أن يتم التبني بموافقة الوالدين الطبيعيين ، الذين عادة ما ينفذون صكاً على الطفل ، وبالتالي لم يعد لهم أي مطالبة. لكن لم يكن للعذارى والمومس المقدسة، وبعض مسؤولي القصر والعبيد حقوق على أطفالهم الذين لا يمكنهم إثارة أي اعتراض. كان القانون يستهجن بشدة شكر الأطفال بالتبني: إذا تخلى الطفل المتبنى لعاهرة عن والديه بالتبني وعاد إلى منزل والده البيولوجي ، فقد تمزق عينه. إذا رفض الطفل المتبنى والديه بالتبني ، مدعيا أنهما ليسا والدته وأبيه ، فإن لسانه يتمزق. كان الطفل المتبنى وريثًا كاملاً ؛ قد يمنحه العقد حتى منصب الابن الأكبر.

### الزنى
كانت عقوبة الزنا هي موت الطرفين بالغرق. ولكن إذا كان الزوج على استعداد للعفو عن زوجته ، فقد يتدخل الملك لإعفاء العشيق. عقوبة سفاح القربى بين الأم والابن بحرق كلاهما حتى الموت ، وإذا زنى الابن مع زوجة الأب ، يتم حرمانه من الميراث ، أما إذا زنى الأب مع ابنته فيتم نفي الرجل. أما الزنى مع زوجة الابن فعقوبتها الغرق ، أما من يزني مع خطيبة الابن فيتم تغريمه. والفتاة المخطوبة التي يغويها والد زوجها المستقبلي تأخذ مهرها تعود إلى عائلتها وتكون حرة في الزواج من شخص آخر كما شاءت.

## العقوبات

### العين بالعين
في القانون الجنائي ، كان مبدأ (العين بالعين ، والسن بالسن ، والطرف بالطرف) هي عقوبة الاعتداء على فرد من طبقة الأوليم. وكان هذا نوعاً من الانتقام الرمزي في عقاب الجاني ، حيث يُرى في قطع اليد التي تضرب الأب أو تسرق الثقة ؛ في قطع ثدي ممرضة التي استبدلت الولد الموكول إليها بآخر ؛ في فقدان اللسان الذي حرم الأب أو الأم (في العقود العيلامية ، تم فرض نفس العقوبة على الحنث باليمين)؛ وفي فقدان العين التي تتطفل على الأسرار المحرمة. وقطع يد الجراح الذي يتسبب في فقدان الأرواح أو أحد الأطراف ، أو يد العلامة التجارية التي تطمس علامة تعريف العبد. وقطع أذن العبد الذي ضرب حراً أو زوجة سيده ، وهي عضو السمع ورمز الطاعة. من يعرض شخصًا آخر لخطر الموت باتهام كاذب يعاقب بالإعدام. يعاقب الحنث بنفس العقوبة التي سعى الحنث إلى فرضها على شخص آخر.

### عقوبة الإعدام
تم إصدار عقوبة الإعدام بجرائم السرقة والجرائم الأخرى الواردة في هذا القسم من القانون في الحالات التالية: السرقة التي تنطوي على دخول قصر أو خزانة معبد ، شراء غير قانوني من قاصر أو عبد ، بيع سلع مسروقة أو استلامها ، الاختطاف ، مساعدة العبيد الهاربين أو أو إيوائهم احتجازهم أو الاستيلاء عليهم ، قطع الطرق ، بيع المشروبات المغشوشة ، عدم الإبلاغ عن مؤامرة إجرامية ، تفويض خدمة شخصية ، رفض الدفع للمندوب أو عدم إرساله وذلك بتهمة اختلاس الضريبة ، إيذاء أو سرقة أحد قباطنة الملك ، التسبب في وفاة صاحب منزل بسبب سوء البناء.
وُقد ضعت عقوبة الإعدام أيضاً على السلوك الذي يعرض شخصاً آخر لخطر الموت. وتم تحديد شكل عقوبة الإعدام في الحالات التالية:
الشنق: في جريمة السطو (وينفذ في نفس المكان الذي ارتكبت فيه الجريمة)، وفيما بعد فرضت العقوبة عند جربمة التعدي على الطريق السريع للملك ، وحذف علامة العبيد.
الحرق: في جريمة سفاح القربى مع الأم ، وعند دخول العذراء المقدسة إلى حانة أو فتحها ، وفي جريمة نهب منزل يحترق.
الغرق: في جرائم الزنا، اغتصاب الخاطب ، الزواج من زوجتين ، سوء السلوك كزوجة ، إغواء زوجة الابن.
لا تتطرق العقود بطبيعة الحال إلى المسائل الجنائية كما ذكر أعلاه ، لكن عقود الزواج تحدد الموت عن طريق الخنق أو الغرق أو الرمي من برج أو قمة المعبد أو بالسيف الحديدي ، بسبب تنصل الزوجة من زوجها.

### عقوبات أخرى
تم فرض عقوبة النفي بسبب سفاح القربى مع الابنة ؛ والحرمان من الميراث بسبب سفاح القربى مع زوجة الأب. وتم تطبيق عقوبة الجلد بستين جلدة لكن من اعتدى بصورة وحشية على سيده وكان كلاهما من الأحرار. وهي عقوبة التشهير بالمرأة المتزوجة أو العذراء المقدسة.
يتم الحرمان الدائم من المنصب للقاضي الفاسد. واستعباد الزوجة الباذخة والأولاد غير المخلصين. كان السجن شائعاً ، لكن لم يرد ذكره في القانون.
كانت الغرامة هي الأكثر شيوعاً بين جميع العقوبات. وتفرض بموجب القانون للإصابات الجسدية التي يتعرض لها الموشكينو أو العبد (المدفوعة لسيده)، أو الأضرار التي لحقت بالممتلكات ، أو بسبب الإخلال بالعقد. عادة ما تكون استعادة البضائع التي تم الاستيلاء عليها أو شراؤها بشكل غير قانوني أو التالفة بسبب الإهمال مصحوبة بغرامة ، مما يمنحها شكل الاستعادة المتعددة. قد تكون الغرامة ضعفًا أو ثلاثة أضعاف أو أربعة أضعاف أو خمسة أو ستة أو عشرة أضعاف أو اثني عشر ضعفاً أو حتى ثلاثين ضعفًا وفقًا لجسامة المخالفة.
اعترف القانون بأهمية النية. الرجل الذي قتل شخصاً آخر في شجار يجب أن يقسم أنه لم يفعل ذلك عن قصد ، وبعد ذلك يتم تغريمه فقط وفقًا لرتبة المتوفى. لا ينص القانون على عقوبة القتل ، ولكن يتم الحكم بالإعدام في كثير من الأحيان عند حدوث الموت ، بحيث لا يمكننا الشك في أن القاتل قد يتم إعدامه. إذا أدى الاعتداء إلى الإصابة فقط وكان غير مقصود ، كان على المعتدي في الشجار أن يدفع أتعاب الطبيب. مالك الثور الذي نطح رجلًا في الشارع كان مسؤولاً فقط عن الأضرار إذا كان يعرف أن الثور شرير ، حتى لو تسبب في الموت.

## وصلات خارجية
- تاريخ بلاد ما بين النهرين - القانون البابلي
- التنظيم الطبقي القانوني للعراق في عصر فجر السلالات